# Chinezen in Roemenië
De Chinezen in Roemenië zijn een van de kleine minderheden van Roemenië. In 2002 waren er 2.249 mensen met een Chinees paspoort in Roemenië. Ongeveer 90% van hen leeft in Boekarest, en vooral in Sector 2. China en Roemenië hebben al decennialang economische en culturele uitwisselingen. Dat komt doordat Roemenië vroeger communistisch was. Oud-president van Volksrepubliek China, Jiang Zemin heeft een tijdje in dit land gewoond en spreekt vloeiend Roemeens. De meerderheid van de Chinezen kwam na 1990 in het land. Er wordt verwacht dat hun aantal in het toekomst zal stijgen.